# Campoplex pygmaeus
Campoplex pygmaeus är en stekelart som beskrevs av Gupta och Maheshwary 1977. Campoplex pygmaeus ingår i släktet Campoplex och familjen brokparasitsteklar. Inga underarter finns listade.